# Alexandru Nazare
Alexandru Nazare (Onești, 25 giugno 1980) è un politico rumeno, membro del Partito Nazionale Liberale (PNL) e, dal 23 giugno 2025 ministro delle finanze della Romania.
In precedenza, egli ha altresì ricoperto il medesimo incarico dal 2020 al 2021, essendo la sua carriera era legata a quella di Anca Boagiu.
In seguito alle elezioni europee nel 2007 per il PD-L, divenne l'allora eurodeputato più giovane della Romania.
È stato altresì Ministro dei trasporti nel governo Ungureanu, Sottosegretario di Stato presso il Ministero dei trasporti e delle infrastrutture e presso il Ministero delle finanze pubbliche per il periodo 2010-2012, e dal 2012 al 2020 membro della Commissione per i trasporti e della Commissione per gli affari europei.

## Studi
Ha conseguito la laurea in Scienze politiche presso la Scuola nazionale di studi politici e amministrativi. Tra il 2002 e il 2004, ha studiato Relazioni internazionali, Affari europei e Teoria politica a Berlino presso l'European College of Liberal Arts.

## Attività professionale
Ha iniziato la sua carriera politica nel 2005, essendo il consigliere del Ministro per l'integrazione europea nel periodo che precede l'adesione della Romania all'Unione europea. Dal 2007 è stato consigliere del gruppo del Partito Popolare Europeo al Parlamento europeo e si è candidato alle liste del Pdl alle elezioni del Parlamento europeo. In qualità di deputato al Parlamento europeo, ha lavorato nella commissione per i bilanci e nella commissione per gli affari esteri. Nell'ottobre 2009 è stato nominato Sottosegretario di Stato presso il Dipartimento per gli affari europei, avendo la responsabilità di rappresentare la Romania nel dialogo con le istituzioni europee. Dall'aprile 2010 è diventato segretario di Stato presso il Ministero delle Finanze, coordinatore dell'Autorità di certificazione e di pagamento e dell'Ufficio pagamenti e contratti, nonché del servizio fiscale. Ha rappresentato alle riunioni ECOFIN (riunioni di ministri o di segretari di stato incaricati degli affari economici o finanziari in ciascuno di essi) e il Dipartimento delle imposte. Rappresentato alle riunioni del Consiglio ECOFIN (riunioni dei ministri o segretari di Stato incaricato degli affari economici e finanziari di ciascuno dei 27 Stati membri dell'Unione europea) del Consiglio dell'Unione europea.
Tra il novembre 2010 e il gennaio 2012 è stato Segretario di Stato presso il Ministero dei trasporti e delle infrastrutture. Era il capo negoziatore del ministero per le missioni di valutazione congiunta con istituzioni finanziarie internazionali e il monitoraggio dei progetti con finanziamenti esterni. Ha coordinato le istituzioni, gli organi e le strutture nel settore dell'aviazione civile sotto l'autorità del Ministero.
Dopo le dimissioni del governo Boc II nel febbraio 2012, è stato nominato ministro dei trasporti nel governo Ungureanu (9 febbraio - 27 aprile 2012). Durante questo periodo, il nuovo Consiglio dei ministri dei trasporti ha approvato la nuova rete TEN-T. Ha ricevuto l'approvazione del finanziamento della Commissione europea per 800 milioni di euro di progetti di risanamento ferroviario e ha messo all'asta 850 milioni di euro di sezioni autostradali finanziate dall'UE. A studi di restauro di offerta di fattibilità per Autostrade Sibiu-Pitesti e Comarnic - Brasov, il primo ad essere finanziato da fondi europei, e il secondo attraverso il partenariato pubblico-privato. Le aste sono state annullate dal nuovo governo nell'autunno del 2012.